# Part Time Pal
«Приятель на время» (англ. Part Time Pal) — 28-й эпизод в серии короткометражных мультфильмов «Том и Джерри». Эпизод был создан в 1946 году по системе «Техниколор» (англ. Technicolor) и выпущен на экраны 15 марта 1947 года.

## Сюжет
Мамочка-Два Тапочка бранит Тома за безответственность на кухне. Она даёт Тому последний шанс поймать Джерри, грозя выгнать из дома, отдает ему свою метлу и уходит спать. Том марширует по кухне с метлой на плече, войдя в роль бравого пограничника. Джерри открывает решётку на полу, и, приказывая Тому менять направление, подобно воинскому начальнику, загоняет кота прямо в дыру. Начинается погоня, в ходе которой Джерри разбрасывает пустые молочные бутылки на пути Тома. Кот поскальзывается на них, залетает в подвал и попадает прямо в бочку крепкого сидра. Опьяневший Том вылезает из бочки и объявляет Джерри своим приятелем.
Том и Джерри, став друзьями, устраивают погром на кухне. Это будит Мамочку-Два-Тапочка. Она спускается вниз, угрожая Тому. Джерри прячет Тома за дверь. Хозяйка приходит на кухню и бранит Тома на расстоянии за отсутствие на посту. Пьяный Том всячески пытается ей навредить, но его останавливает Джерри. Когда хозяйка удаляется с кухни, Том выходит из укрытия, но поскальзывается на еде и напарывается на холодильник. Кота опрыскивает вода из сифона, отрезвляя его, и перед его глазами предстаёт сцена разгромленной кухни.
Джерри подходит к Тому с куриной ножкой и предлагает «приятелю» закусить, не зная, что он уже трезв. Разозлённый Том загоняет Джерри в ванную, но поскальзывается на коврике и врезается в стену. С полки над котом ему в рот падает флакон лосьона для волос (в котором присутствует спирт), и Том весь его выпивает, снова становясь пьяным, при этом в глазах кота видна «стрелка показателя», показывающая максимум (типичный гэг в мультфильмах). Том приглашает Джерри к столу на дружеский ужин. Они присаживаются, и Том зовет Мамочку-Два-Тапочка, вообразив, что он — хозяин дома, а она должна его обслужить. Но ему не известно, что Мамочка-Два Тапочка уже давно спит крепким сном. Не получив ответа, Том поднимается наверх, в комнату хозяйки, несмотря на запреты Джерри. Он берет кувшин с водой и со словами «Раз — всё как-то невпопад, два — выплесну-ка наугад, три — осушу кувшин до дна, четыре — выливается вода!», обливает спящую хозяйку кипятком.
Мамочка-Два-Тапочка просыпается и приходит в ярость. Она, бранясь, швыряется в Тома мебелью, хватает метлу, пытаясь попасть по Тому, избивает его метлой, прыгает за ним следом через весь лестничный пролёт на нижний этаж (при этом громя всю прихожую) и бросается за котом в погоню. Джерри остается смотреть, как Том, ещё не протрезвившийся полностью (об этом свидетельствует икота), убегает от хозяйки в ночь.